# Plecturocebus discolor
Plecturocebus discolor (лат.) — вид приматов  из семейства саковых, обитающих в Южной Америке. До 2016 года включался в состав рода Callicebus, однако по результатам молекулярно-генетических исследований Byrne с коллегами был перенесён в род Plecturocebus.

## Описание
На лбу белая или кремовая отметина, контрастирующая с красновато-коричневой шерстью на голове. Вдоль нижней челюсти часто наблюдаются участки белой шерсти. На груди, животе, конечностях шерсть также красно-коричневая, на спине, хвосте и боках коричневато-серая. Кончик хвоста более светлого оттенка. Близкие виды — Plecturocebus ornatus и Plecturocebus oenanthe, от которых отличается полностью красно-коричневыми передними конечностями, а также Plecturocebus cupreus, от которого отличается более светлым хвостом и более тёмной макушкой.

## Распространение
Обитают в верхнем течении Амазонки в Перу к северу от Мараньона между реками Напо и Сантьяго, в Эквадоре от предгорий Анд на восток до бассейна реки Напо и в Колумбии на правом берегу реки Гуамуэш.

## Поведение
Населяют различные типы лесов, включая сильно деградированные вторичные леса. Некоторые исследователи указывают на то, что эти приматы предпочитают затапливаемые леса в северо-восточном Эквадоре. В рационе в основном фрукты, листья, семена и цветы. Образуют небольшие семейные группы, состоящие из половозрелой пары и её потомства. Каждая группа защищает свою территорию размером около 3 гектаров.

## Синонимы
В синонимику данного вида входят следующие названия:
- Callicebus cuprea leucometopa (Cabrera, 1900)
- Callicebus cupreus (Groves, 2001)
- Callicebus cupreus napoleon (Lönnberg, 1939)
- Callicebus discolor (I. Geoffroy & Deville, 1848)
- Callicebus paenulata (Elliot, 1909)
- Callicebus rutteri (Thomas, 1923)
- Callicebus subrufus (Elliot, 1907)
- Callithrix discolor I. Geoffroy & Deville, 1848[1]

## Статус популяции
Международный союз охраны природы присвоил этому виду охранный статус «Вызывающие наименьшие опасения» в виду обширности его ареала и отсутствия существенных угроз популяции. Плотность популяции составляет более 70 особей/км².